# 海地历史
海地原为印第安人部落阿拉瓦克人居住地。1492年，哥伦布航行至此，将该岛命名为伊斯帕尼奥拉岛（意即“西班牙的岛”），开始有文字记载的海地历史。

## 前殖民时期

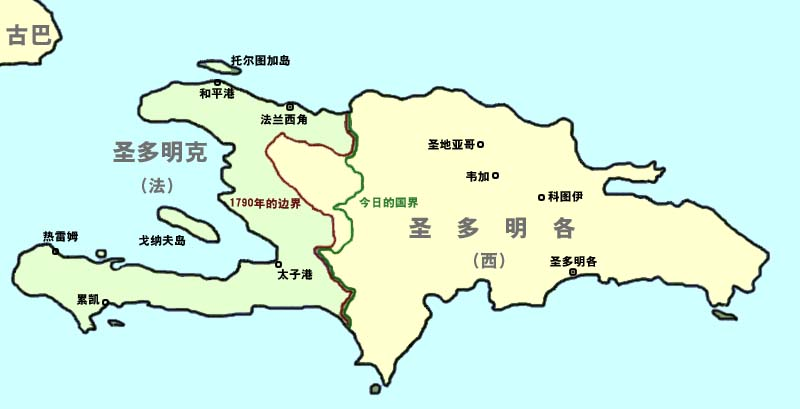
1790年的伊斯帕尼奥拉岛

伊斯帕尼奥拉岛被发现时，岛上居住着约100万印第安人，主要为泰诺人，岛的西北部居住着少许西沃内人。当时岛上已经有五个印第安土著政权，他们居住在人口稠密的大村庄里，捕捉鸟类、鱼类、啮齿类动物，并耕种土地。伊斯帕尼奥拉岛印第安人用石斧开垦，用木铲耕种。主要的作物是木薯和甘薯。
1492年，在哥伦布的首次航行中，因为其旗舰搁浅，不能把其他两艘船上的船员带回西班牙，因此在今天的海地角（Cap-Haitien）附近建立了纳维达德城堡。1493年哥伦布返回这里时，发现堡内无一人存活。他在伊斯帕尼奥拉岛北海岸建立了伊莎贝拉殖民地，该岛的殖民统治就此开始。

## 殖民地時期
1502年，伊斯帕尼奥拉岛正式沦为西班牙殖民地，岛上印第安人的军事反抗被粉碎。至16世纪，西班牙人已经在岛上建立了15座城市。此外，西班牙官兵们都分得了岛上的土地，并且把居住在这些土地上的印第安人变成了奴隶，用于采掘黄金、种植甘蔗和养牛。由于天花的影响，阿拉瓦克人于1544年在岛上绝迹。
土著绝迹以后，伊斯帕尼奥拉岛西部的种植园和牧场纷纷被西班牙地主抛弃，该岛西部遂成为荒芜的无人区，并逐渐变成英国、法国、荷兰等国海盗的据点。到16世纪末，这些海盗已经严重地威胁西班牙的海上航线。一些来自英法荷等国的猎人逐渐来到伊斯帕尼奥拉岛西部，狩猎野牛和野猪，做成腌肉出售给海盗，还有一些农民种植烟草和一些基本的粮食作物。
在伊斯帕尼奥拉岛西部的欧洲移民中，法国人占数量上的优势。1640年，法国将伊斯帕尼奥拉岛西北的托尔提岛据为己有。1665年，法国政府声称伊斯帕尼奥拉岛西部是法国的殖民地，称为“圣多明克”（Saint-Domingue）。1679年，根据勒斯维克条约，圣多明克被西班牙正式割让给法国。
法国政府考虑到在该地建立殖民地，就必须打击海盗活动，而且劝说猎人移居到殖民区，成为定居农民。到17世纪末，随着法国殖民者的不断迁入，圣多明克已经成为美洲最富庶的殖民地之一。
圣多明克的行政中心和最大港口是法兰西角（Cap Français，即今天的海地角），1790年时人口为1.5万，拥有许多繁华的公共建筑和宽阔的街道、广场。第二大城市是太子港，1790年时人口为6000。其他城镇也大多位于沿海，起到港口和贸易中心的作用。种植园在内陆密布，在种植园和港口之间修建了铺砌石块的全天候道路，以及横跨河流的石桥。
圣多明克的主要作物最初是烟草和靛蓝，后来是棉花、甘蔗和咖啡。所有能被利用的土地都进行耕种，甘蔗种植在湿润的平原上，山地里种植着咖啡，干燥丘陵地种植着靛蓝，棉花地则分布在干燥的平原上。偏僻的、不能种植的地方，也被用来养牛和养猪。甘蔗是圣多明克最主要的经济作物，1767年，这里向欧洲出口了7200万磅粗糖和5200万磅白糖。到1780年代，圣多明克提供了欧洲市场上40%的蔗糖和60%的咖啡。当地所需的食粮一部分依靠自种，大部分需要进口。
在1790年黑人起义前夕，圣多明克岛上的白人有3.2万，大多数是法国移民。他们分为两个阶层，第一个阶层包括大种植园主、高级官员和大商人，及其眷属；第二个阶层包括小土地占有者、小店主、工匠、港口工人等下层白人。黑白混血人的人数大约有3.5万到5.6万之间。此外还有大约3万名自由黑人（affranchis）。黑人奴隶们可以通过被主人释放而得到自由，也有种植园主在奴隶年老而不能劳动时将其释放，以免负担其衣食供养。与主人发生性关系的黑人侍女及其混血子女也常常会获得自由。不过，自由黑人不能从事法官和军官的职业，被禁止使用火枪，禁止佩剑，衣服的式样和质料也有规定。
在海地革命前夕，圣多明克的各种植园中约有50万黑人奴隶。从1783年到1791年，圣多明克的奴隶进口量占到西半球奴隶进口总量的三分之一。这些奴隶大多来自西非的达荷美、刚果和几内亚(其他海地奴隸源於塞內加爾，塞拉利昂，加納)，他们将西非的伏都教带入了圣多明克。尽管法国国王路易十四世在1681年发布了“黑人法令”（code noir），规定种植园需为奴隶提供足够的衣食和住宿，但是也允许他们对黑人奴隶施加各种残酷的肉刑。曾经是黑人奴隶、后来成为海地皇帝的亨利·克里斯托夫在其回忆录中记录了白人种植园主的种种酷刑：“（白人）将黑人倒挂起来，将他们钉死在木板上，将他们活埋，将他们装入麻袋扔到河里，强迫他们吃屎，用鞭子抽掉他们的皮，将他们绑起来让蚂蚁和蚊子叮咬他们，将他们活活扔到沸水中，将他们绑到大炮前轰碎，让狗咬他们……”在白人种植园主的虐待下，许多黑人奴隶选择逃亡。他们在中科迪勒拉山中定居下来，组成被称为“马龙”（Maroon）的社区，不时下山袭击孤立的种植园。这些逃亡奴隶被称为“马龙人”。

## 海地革命

杜桑·卢维图尔

1789年法国大革命爆发，给西半球的法国殖民地带来了极大的冲击。1790年，法国国民议会要求制订有关有色人种自由民权利的立法，遭到来自马提尼克的殖民地代表莫罗·德圣梅里的反对，他提出这样的观点：“如果国民议会竟不幸制定关于黑白混血人种地位的立法，那就一切全完了。殖民者将认为自己是被出卖了；而黑白混血人，受他们朋友（按：指法国的“黑人之友”（Amis des Noirs）等主张废奴的自由主义组织）的怂恿，将会采取最极端的手段。然后，奴隶们——他们也有同样的朋友和同样的行动手段——将会力图达到同样的目的。殖民地不久就会成为一片广袤的屠场……”
随着时间的推移，莫罗的预言在圣多明克逐渐成为现实。当地殖民当局拒绝履行法国国民议会提出的自由民有权参加省议会和殖民地议会选举的法令；当地的混血人则拿起武器，要求获得他们应有的权利。白人与混血人之间的争论吸引了殖民当局的全部注意力，因此没有注意到黑人即将造反的信号。
早在1790年，圣多明克的黑人奴隶就通过夜间的伏都教秘密集会互相传播准备起义的消息。1791年8月22日，海地北方平原的20万黑人奴隶以击鼓为号，纷纷起来造反了。白人种植园主及其妻子子女在午夜遭到突然袭击。奴隶们放火焚烧甘蔗田和房屋，屠杀白种居民。当地的一万名白人居民和一小股正规部队根本无法将起义镇压下来，几个星期内，海地北方已经成为废墟。大约有两千名白人被杀，180个甘蔗种植园和900个咖啡与靛蓝种植园被毁坏，1万多名奴隶在战斗、饥饿或白人镇压中死亡。两个月后，海地北方已经全部落入奴隶手中，只有法兰西角与西部山区一带有防御工事的营地还在白人手中。在海地西部没有发生奴隶叛乱，不过却发生了白人与要求分权的混血人种的战争，除了太子港（当地贫穷白人组成了自发武装，反抗白人上等阶级和混血人）外，混血人种军队在交战中均占上风。在海地南部，白人种植园主将黑人奴隶武装起来，反对混血人种。
到1791年10月，圣多明克的黑人起义已经演变为白人上等阶级与贫穷白人、白人保王党与革命派、混血人与白人、混血人与黑人、南部武装奴隶与北部起义奴隶之间的交迭混战。唯一恢复秩序的希望在于能否从法国派来军队，然而国民议会中的雅各宾黨反对任何支持圣多明克殖民者与王家总督的动议。直到1792年9月雅各宾派控制国民议会后，才向圣多明克派去“革命军队”，宣传“自由、平等、博爱”的理念。但是，自法国派去的革命军队面临圣多明克保王党的抵抗，只好与叛乱的勢力联合起来。1793年6月，黑人攻陷法兰西角，并洗劫了这个城市。
1793年8月，法国颁布法令，解放圣多明克的奴隶。当地幸存的白人为了躲避黑人报复，纷纷逃往美国、古巴、牙买加和波多黎各（在波多黎各的西海岸，来自圣多明克的法国难民建起了富于法国特色的马亚圭斯城）。
圣多明克的黑人起义及随后的战争引起西属圣多明各（多明尼加）和英属牙买加当局的严重恐慌，他们惧怕本地的黑人也起而效仿。两国都向圣多明克派遣了远征军。一支英国军队在1794年3月攻占太子港，受到法国殖民者的欢迎。但是1795年牙买加爆发马龙人起义（这次起义是法国人在幕后操纵的）后，英国撤回了军队。
黑人领袖杜桑·卢维图尔领导了反抗英国人的战争。他原为种植园的奴隶，1791年黑人起义后在圣多明克北方流浪掳掠。西班牙与法兰西共和国爆发战争后，他加入西班牙军队，成为保王党的雇佣兵。1794年，由于英国军队的入侵，他带领部队从西班牙军队中哗变，并转而参加法兰西共和国的军队。杜桑·卢维图尔得到了美国的支援，从美国得到船只和物资供应。1798年，英国干涉军统帅梅特兰与杜桑·卢维图尔签订了和约，撤回军队。
英国撤军后，杜桑·卢维图尔转而攻打南部和西部的混血人地盘，屠杀了1万多名混血人妇女和儿童，圣多明克全境至此已都在他的控制之下。卢维图尔成为圣多明克实际上的统治者（他在1799年被法国执政内阁任命为总督），随后命令那些被释放的奴隶结束游荡，回到土地上去劳动。1800年到1802年间，几乎被完全毁灭的圣多明克经济又逐渐复苏了过来。

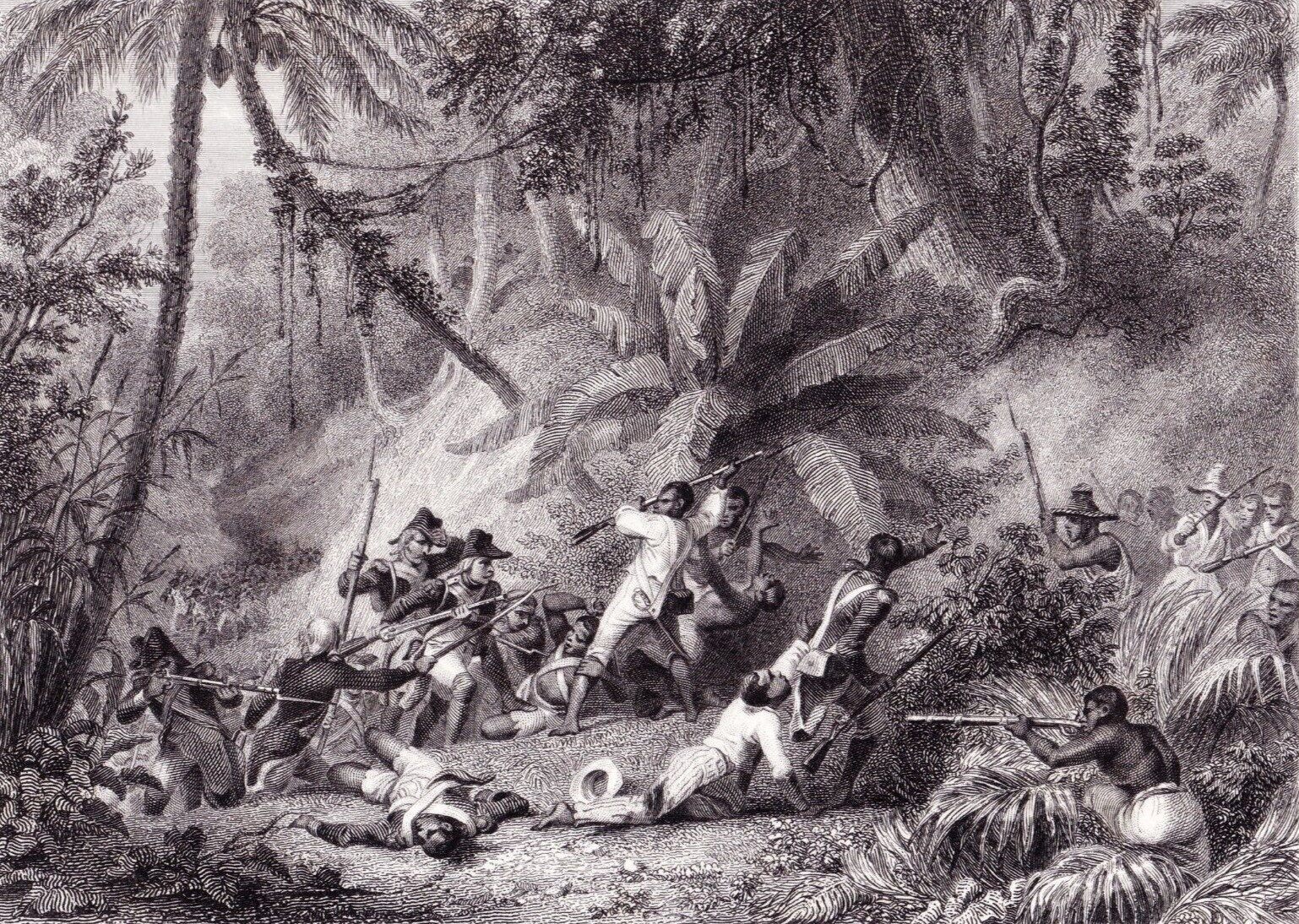
1802年的Ravine-à-Couleuvres战役

1801年，杜桑·卢维图尔起草了一份宪法，宣布圣多明克是“一个唯一的成为法兰西帝国一部分的殖民地，这个殖民地只服从它特有的法律”。这份文件被法国政府批准。卢维图尔还宣布自己是终身统治者。
1795年，西班牙与法国签订巴塞尔和约，将伊斯帕尼奥拉岛东部——圣多明各割让给法国。但是法国并未采取行动来控制这块殖民地。直至拿破仑即位之后，该地仍为西班牙人占有。卢维图尔在1801年抗拒拿破仑的命令，进军并征服了圣多明各。卢维图尔的行为令拿破仑感到恼怒，同时拿破仑也打算在伊斯帕尼奥拉岛恢复奴隶制度。这些因素导致1802年拿破仑军队对圣多明克的远征。经过一系列消耗巨大的丛林战役，由拿破仑妹夫夏尔·勒克莱尔将军指挥的军队击垮了卢维图尔的军队，卢维图尔的大部分支持者向法军投降，他本人则被诱捕，送到法蘭西第一共和國，死在监狱里。
但是，法国在圣多明克的统治只持续了两年。1803年，法国在瓜德罗普岛恢复奴隶制度和奴隶贸易，圣多明克的黑人闻讯后担心法国在伊斯帕尼奥拉岛也恢复奴隶制，于是再度揭竿而起。当年勒克莱尔将军死于黄热病，同时拿破仑在欧洲发动了新的战争，因此无暇顾及圣多明克的事务。1803年，圣多明克的残存法军向牙买加的英军投降。圣多明克的剩余白人大多随法军一同撤退，很多人前往路易斯安那定居。
1804年1月1日，杜桑·卢维图尔的属下让-雅克·德萨林将军（Jean-Jacques Dessalines）宣布成立海地国，并于当年9月封自己为海地皇帝“雅克一世”。“海地”一词来自泰诺语，意为“多山的”。德萨林发动了灭绝全部幸存白人的战役，在法兰西角，2000名白人被海地军队屠杀；在太子港屠杀了800人，热雷姆屠杀了400人。只有拿破仑军队中的波兰人得到了赦免，因为他们当初拒绝参加镇压黑人的战斗。有400多名波兰人选择留在海地，他们的后裔至今仍說波兰语。

## 独立后的海地
海地是世界上第一個黑人共和國和西半球第二個獨立國家，独立后，海地未能建立起有效的民主体制，政局动荡，独裁者不断上台不断被推翻。据统计，从海地独立到1915年这一百年间，共有近90位统治者相继上台。由於蓄奴的美國南方強烈反對，直到1862年前海地沒有得到美國的外交承認。
让-雅克·德萨林为海地制订了一部高度中央集权的宪法，在海地北部确立了土地私有制，把被驱逐的法国人的产业分配给黑人和黑白混血人。他依靠军事手段实施管理，恢复农业，并把农业收成平均地分配给农民和工人。但是当他试图把在北方行之有效的这套制度用在南方时，却遭到了反抗。德萨林采取强硬手段来推行改革，这些措施反过来又造成政变。1806年，德萨林被暗杀。当年在太子港制订了新宪法，规定海地为共和国，并限制总统的权力。当上总统的亨利·克里斯多夫对此感到愤恨，试图用武力征服太子港，但是在黑白混血人亚历山大·佩蒂翁（Alexandre Pétion）的手下遭到了失败。海地随即被分为两部分：亨利·克里斯多夫以海地角为首都统治北部，佩蒂翁以太子港为首都统治南部。
在北方，亨利·克里斯多夫自称“海地总统”，在1811年自立为王，称亨利一世。他驱使黑人为自己修建了6座宫堡、8座宫殿，并驱使20万民工为自己修建了规模巨大的拉費里埃城堡。亨利·克里斯多夫还创建了贵族等级制度，册封了4个亲王、8个公爵、22个伯爵、37个男爵和14个骑士。他对人民的压榨激起了反抗，1820年，克里斯多夫在一次政变中吞枪自尽。
在海地南方，佩蒂翁将大地产划分为小块的农耕地，此举虽然得人心，但在经济上却是灾难性的。蔗糖的出口从1791年的1.63亿磅跌至1825年的2020磅。佩蒂翁在1818年去世，他的继任者让-皮埃尔·布瓦耶（Jean Pierre Boyer）统一了海地，并一直统治到1843年。1822年，他出兵夺占了圣多明各（在1809年重归西班牙统治，1821年宣告独立）。
波旁王朝在法国复辟后，对海地提出了索赔要求，要求其赔偿独立战争期间損失的白人种植园。
布瓦耶急於消除來自法國的威脅，並展開了談判。1825年7月11日，布瓦耶簽署了一項賠償條約，與法國達成了一項協定。它說，法國將承認海地為一個獨立國家，以換取在五年內支付的1.5億法郎。這筆款項後來減少到9000萬法郎（1838年）。後來他通過《農村法》，布瓦耶恢復了土地分配計劃。他拆散了一些大型種植園，將土地分配給小農。為了生產足夠的出口產品以創收，政府將農村人口「捆綁」在他們的小農場上，並制定了生產配額。

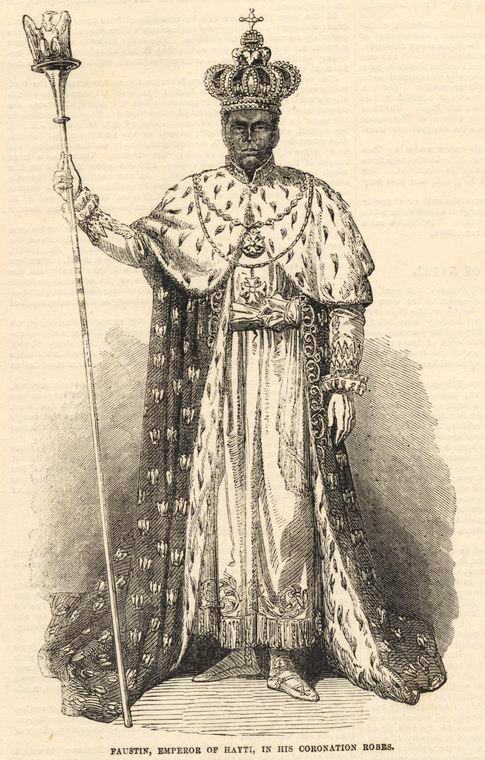
福斯坦一世皇帝

1843年，一场地震毁灭了海地首都海地角，太子港则毁于大火。在混乱中，夏爾·里維埃-埃拉爾將軍发动了政变（1843年海地革命），迫使布瓦耶逃往牙买加。此后四年中，海地先后出了四位黑人总统，并在1844年丧失了圣多明各。1847年，海地参议院将不识字的黑人卫队长福斯坦·苏路克（Faustin Soulouque）选为总统，福斯坦上台后即将那些试图操纵他的穆拉托参议员放逐，并在1849年废除了共和国。福斯坦自称为福斯坦一世皇帝，于1852年4月在太子港举行了豪华隆重、耗资巨大的加冕典礼。
福斯坦上台后即试图重新征服圣多明各，但是吃了败仗。到1858年，随着战争带来的开支增大、以及维持皇室排场所需的费用，已经使海地国库极度空虚。1859年1月，身为参谋长的塔巴拉公爵热夫拉尔将军（Fabre Geffrard）发动政变，迫使福斯坦退位，自任总统。
热夫拉尔被视为海地最好的总统之一，他支持教育，建立了医药、航海、艺术诸学院，鼓励在城市中建立工业技术学校，还派遣学生去欧洲留学。热夫拉尔下令修建了主要城市的蓄水设施，扶助农业和小型工业，并聘用外国人协助开发国家。他在对外政策上支持多米尼加复国派（该国在1844年独立，1861年因担心被海地吞并而重归西班牙统治），并帮助多米尼加流亡者发起反西班牙人的战争，为此招来西班牙的报复，威望降低。1867年，热夫拉尔在国内政治骚乱中被迫辞职。
热夫拉尔下台后，海地即陷入内战状态中，并最终招来外国干涉。在独立后的海地保留了壁垒森严的种姓制度，在所谓“高贵人”（elite）种姓中，黑白混血人居多，此外也有富有的、血统比较纯粹的黑人，他们居住在城市中，在乡下拥有地产，垄断了文武官员、法官、律师、医生等职业(多信天主教與崇尚法国文化)；全国另外97%的人口（几乎全部是黑人）则地位低下(多保留西非巫毒教文化)。1867年，南方黑人发动起义，总统从北方农民中征召部队来镇压，从而引起海地北方与南方之间的长久敌意。

## 外国干涉
从1908年到1915年，海地发生了6次政变，更换了8位总统，陷入长期的内乱和内战中。虽然海地宪法禁止外国人拥有土地，但法国和德国的商行通过当地代理人在海地获得了许多土地所有权。1914年第一次世界大战爆发后，德国在海地的利益集团受到了美国的猜忌。此时美国已经通过西奥多·罗斯福总统的“引申”而扩大了门罗主义的范围，获得了波多黎各和古巴，为美国在加勒比海国家发生内乱或“欧洲人占领”时实行干涉作了辩护。1914年11月政变时，美国海军就派了一艘巡洋舰到太子港，将海地国家银行的50万美元保证金运到纽约（1919年归还），以免被叛军攫取。
1915年5月，海地爆发了另一次政变，为了扑灭政变，统治者纪尧姆·桑（Guillaume Sam）下令杀死监狱中的所有政治犯，他本人则在不久之后被冲入法国公使馆的暴乱民众杀死并被肢解。海地陷入无政府状态，不久招致美国的入侵。1915年7月，美国海军陆战队在太子港登陆，控制了局面，并遴选出一个美国认为合适的总统。海地政府的主要收入来源——海关被置于美国监管之下。美国监督海地参议院制订了新宪法，以美国宪法为蓝本，规定总统任期四年，参众两院议员任期为六年和二年，赋予年满21岁的公民选举权。
此后8年中，海地的经济获得了改善，国债从2400万美元减至1200万美元，出口额从1916年的893万美元升至1928年的2200万美元。海地的本国工业获得扶植，此外美国还建设了公共卫生机构、公路、给水系统和污水处理系统，以及公立学校。此外美国还建立了一支训练有素的地方警察部队，以代替不可靠的总统卫队。但是美国的占领也招致海地人的反抗，在1918年到1920年的一次起义中，有2000名海地人、7名美国海军陆战队士兵和27名海地警察被打死。1930年代之后，美国在拉丁美洲的门罗主义外交政策被富兰克林·罗斯福的睦邻政策（Good Neighbor policy）取代。1934年，美国军队撤出了海地。

## 从1935年到1955年
1934年，最后一批占领海地的美国海军陆战队撤出海地。美国撤军后，斯泰尼奥·樊尚总统统治海地直至1941年。他在任内修改了海地宪法，将总统任期改为5年。当多米尼加独裁者特鲁希略下令屠杀和驱逐多米尼加的海地侨民时(香菜大屠殺)，樊尚采取了克制措施，透過其他美洲国家向多米尼加施压，获得了75万美元的赔偿。
1941年12月8日，海地向日本宣战，之后不久向德国和意大利宣战。在第二次世界大战期间，海地总统莱斯科同美国密切合作。在美国的请求下，海地在战争期间加强了橡胶、植物纤维和植物油的生产。美国则制订卫生援助方案，协助海地建立公共卫生系统。海地是联合国的创始国之一。
但是，由于美国的战时援助物资和款项大量涌入，导致海地黑市交易和贿赂活动增加，此外橡胶增产方案也将数万名海地农民从其小农场上驱逐走，这些情况导致不满，触发了1946年1月的政变。接管政权的军事委员会举行了议会选举，议会则在1946年5月选举迪马瑟·埃斯蒂梅（Dumarsais Estimé）为总统。埃斯蒂梅谋求修改宪法以连选连任，从而导致1950年的又一次政变。军事委员会的马格卢瓦尔上校（Paul Magloire）成为总统。在他的任期内，世界卫生组织协助海地建立了公共卫生系统，并推行广泛的疫苗接种计划，以消灭岛上的疟疾、黄热病、天花和梅毒。马格卢瓦尔政府制订了新宪法，鼓励外国投资，并得到美国的贷款，修建了阿蒂博尼特河上的水电站，疏浚海地角的港口，并开始大规模开采铜、褐煤和矾土资源。1951年的农业五年计划则扩大了甘蔗、咖啡和可可的种植，并奖励粮食生产。

## 杜瓦利埃独裁和军人统治
1956年，亲美的保罗·马格卢瓦尔总统被推翻。1957年9月，弗朗索瓦·杜瓦利埃博士被军事委员会选为海地总统，从而开始了杜瓦利埃家族对海地29年的统治。
1986年，弗朗索瓦·杜瓦利埃之子让-克洛德·杜瓦利埃下台，以亨利·南菲将军为首的“全国执政委员会”实行军事统治。
1990年，让-贝特朗·阿里斯蒂德被选举为总统，但他的任期被军事政变破坏。1994年，在联合国授权的国际干预下，阿里斯蒂德重返总统职位。1996年，勒内·普雷瓦尔当选总统。2000年，阿里斯蒂德再度当选为总统。
2004年2月，海地发生军事叛乱，叛军迫使阿里斯蒂德逃离该国。之后最高法院大法官博尼费斯·亚历山大根据宪法成为临时总统。联合国派出维和部队以监督海地选举。2006年2月7日，海地的总统和议会选举举行，33名候选人竞选总统，另有1300名候选人角逐议会129个席位。2月16日，临时选举委员会主席宣布，希望党总统候选人普雷瓦尔在总统选举中获得51.15％的选票，成为获胜者。

## 2010年地震及之后
2010年，海地发生矩震级7.0级地震，受灾严重，政府估计死亡人数超过30万，其他消息来源估计死亡人数为5万至22万。
2011年，米歇尔·马尔泰利大选中击败米兰德·马尼加特，成为新一任海地总统。马尔泰利任内，民众批评声音不断，指控他的执政团队犯下洗钱等各种罪行。但另一方面，也有海地人认为马尔泰利是杜瓦利埃时代以来最富有成效的海地总统，在他的领导下，地震后出现无家可归者的大多都得到新住房。2016年2月8日，马尔泰利卸任，未有人继位。
2016年11月，若弗内尔·莫伊兹在大选中胜出，当选为新一任海地总统。莫伊兹任内启动“大篷车改革”（Caravan de Changement）计划，振兴人烟稀少地区的工业及基础设施，但成效受到质疑。2018年7月7日，反对派领袖让-查尔斯·摩西发动示威活动抗议莫伊兹政府。消息人士指出，莫伊兹政府贪污了委内瑞拉通过石油加勒比计划提供的贷款。
2021年2月，海地再度爆发示威活动，要求原定于同月7日卸任的莫伊兹立即下台，但莫伊兹表示自己还有一年的任期。示威者还表示莫伊兹计划发起公投，修改现行宪法的总统连任限制。同年7月7日，莫伊兹在寓所被刺杀。使即將卸任的代理總理克劳德·约瑟夫代行總統職務，並宣佈海地進入戒严狀態。7月21日，海地政府依照摩依士生前的指派，由阿里埃尔·亨利正式就任總理，並接手代行總統職務，约瑟夫則回任外交部長。同年8月14日，時隔11年海地再度發生里氏規模7.3的地震，震源深度10千米，随后又发生多次余震。地震發生在當地時間20时29分，目前地震已造成1419人死亡、5700人受伤；甫就任总理不久的阿里埃尔·亨利在当天上午宣布海地进入国家紧急状态，为期一个月；联合国正努力支持当地救援工作的展开，世界衛生組織已开始评估为当地提供紧急医疗援助的可能性。